# DDX5
La helicasa de ARN DDX5 dependiente de ATP (DDX5) es una enzima codificada en humanos por el gen DDX5.
Las proteínas que poseen cajas DEAD, caracterizadas por presentar el motivo conservado Asp-Glu-Ala-Asp (DEAD), son posibles helicasas de ARN. Están implicadas en cierto número de procesos celulares implicados en la alteración de la estructura secundaria del ARN, como es el inicio de la traducción, el splicing alternativo nuclear y mitocondrial y el ensamblaje del ribosoma y del espliceosoma. Basado en los perfiles de distribución, algunos miembros de esta familia parecen estar implicados en procesos de embriogénesis, espermatogénesis, proliferación celular y división celular. Este gen codifica una proteína con una caja DEAD, que es una ATPasa dependiente de ARN, y también un antígeno nuclear asociado a proliferación, que reacciona específicamente con el antígeno tumoral del virus 40 de simio. Este gen contiene 13 exones y se han descrito diversas variantes transcripcionales con diversos intrones, pero no se han encontrado diferentes isoformas codificadas por estas variantes.

## Interacciones
La proteína DDX5 ha demostrado ser capaz de interaccionar con:
- HDAC1[2]
- Fibrilarina[3]
- AKAP8[4]
- NCOA1[5]
- NCOA3[5]
- Receptor de estrógeno alfa[6][5]
- EP300[7]
- NCOA2[5]